# Соса, Рубен Эктор
Рубен Эктор Соса (исп. Rubén Héctor Sosa; 14 ноября 1936[…], Лас-Парехас, Санта-Фе — 13 сентября 2008, Буэнос-Айрес) — аргентинский футболист, нападающий.

## Клубная карьера
Рубен Соса начинал свою футбольную карьеру в 1953 году в команде «Платенсе». В 1958 году он перешёл в клуб «Расинг (Авельянеда)». С «Расингом» Соса дважды становился чемпионом Аргентины в 1958 и 1961 годах. В 1965 году Соса перебрался в уругвайский «Серро», а в 1967-м — в «Насьональ». В составе последних Соса играл в финале Кубка Либертадорес 1967 против своей бывшей команды, «Расинга».

## Международная карьера
Рубен Соса попал в состав сборной Аргентины на Чемпионат мира 1962 года. Однако из 3-х матчей Аргентины на турнире Соса провёл лишь один из них: вторую игру группового турнира против сборной Англии.

## Достижения

### Клубные
Расинг Авельянеда
- Чемпионат Аргентины (2): 1958 (чемпион), 1961 (чемпион)